# Droit du travail aux États-Unis

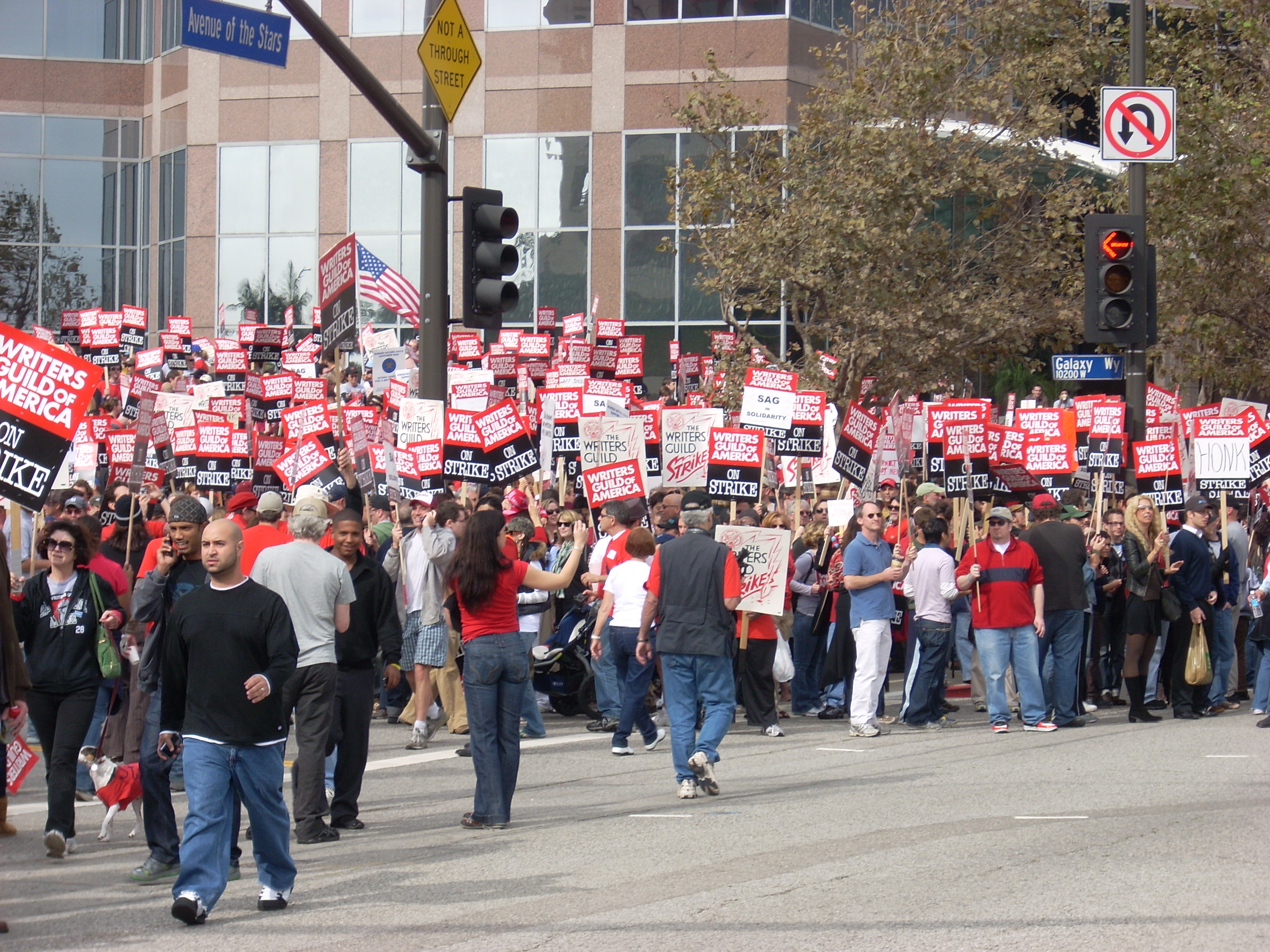
Grève de la Writers Guild of America (2007-2008).

Le droit du travail aux États-Unis est caractérisé par son imbrication entre lois fédérales et lois des États fédérés, ainsi que par la grande flexibilité du marché du travail, notamment en matière de licenciement. De façon générale, les lois fédérales instituent des standards minimums (par exemple en termes de salaire minimum ou de sécurité), les États pouvant imposer des standards plus élevés (la Californie a par exemple un Code du travail spécifique (en)).
Les États-Unis n'ont pas ratifié la Convention sur la liberté syndicale et la protection du droit syndical de 1948 ni la Convention n° 98 sur le droit d'organisation et de négociation collective de 1949, toutes deux faisant partie des huit conventions fondamentales de l'Organisation internationale du travail (OIT).

## L'ère Lochner
La première partie du XXe siècle est parfois appelée « ère Lochner », du nom de l'arrêt de la Cour suprême Lochner v. New York (1905). Cette période est caractérisée par l'opposition constante exprimée par la Cour suprême aux lois régulant les conditions de travail et donc par une idéologie très proche du libéralisme de Manchester. On clôt souvent cette période par l'arrêt West Coast Hotel Co. v. Parrish (en) de 1937, dans lequel la Cour opéra un revirement de jurisprudence en soutenant la constitutionnalité d'une législation de l'État de Washington imposant un salaire minimum. Jusqu'alors, toutes les lois limitant le temps de travail ou le travail des enfants avaient été déclarées anticonstitutionnelles par la Cour suprême, qui invoquait la liberté contractuelle pour ce faire.
Cette période est cependant équivoque, puisqu'elle englobe aussi l'ère progressiste, durant laquelle certains progrès en matière de protection des salariés furent accomplis, tandis que le gouvernement s'intéressait aussi à la question avec la création, en 1913, du Département du Travail en tant que ministère spécialisé ; jusqu'alors, il n'y avait qu'un Bureau du Travail, organisme sous-ministériel créé en 1884, peu de temps après la fin de la période de reconstruction après la guerre de Sécession. La ségrégation raciale remplaçait alors, dans les États du Sud, l'esclavage précédemment appliqué.

## Emploi et licenciement

### Cadre légal
Historiquement, l'emploi est gouverné par la doctrine de l'emploi à discrétion (anglais: at-will employment) : toujours en vigueur dans de nombreux États, celle-ci considère, qu'à moins de disposition expressément contraire incluse dans le contrat de travail, l'employeur ou l'employé peut mettre fin à tout moment au contrat, sans avoir à en justifier la raison.
En 1938, dans le cadre du New Deal, le président Franklin Roosevelt fait voter le Fair Labor Standards Act établissant un salaire minimum (en 1955, le relèvement de ce plafond fixait celui-ci à un dollar par heure), des dispositions spécifiques concernant les heures supplémentaires, et restreignant de façon important le travail des enfants.
Le Wrongful Discharge from Employment Act de 1987 du Montana est, à cet égard, une exception notable. Trente-sept États acceptent la doctrine de l'implied-in-fact contract (en), qui considère qu'un contrat de travail peut être créé par un simple accord oral et peut, le cas échéant, restreindre les possibilités de mettre fin au contrat.
Malgré ce cadre général très flexible, un certain nombre d'États ont mis en place des législations protégeant les employés contre les licenciements abusifs. Les conditions et la définition de ce que peut constituer un licenciement abusif sont cependant très restrictives.
Depuis 1988, le Worker Adjustment and Retraining Notification Act (en) (WARN Act) impose aux entreprises de plus de 100 salariés un préavis minimum de 60 jours avant tout licenciement collectif de masse (en cas de fermeture d'usine, etc.). Plusieurs exceptions à ce délai de préavis sont toutefois prévues.

### Discrimination
En 1941, l'Executive Order 8802 de Franklin Roosevelt interdit la discrimination raciale dans le secteur de la défense nationale. Cette réglementation est la première à interdire la discrimination, suivie de nombreuses autres lois, dont le Civil Rights Act de 1964, la première section du Americans with Disabilities Act de 1990 ou le Family and Medical Leave Act (en) de 1993.
En 1963, le Equal Pay Act promulgué par le président John F. Kennedy dans le cadre du programme New Frontier interdit la discrimination salariale fondée sur le genre. La loi visait ainsi à éliminer les inégalités de revenus entre hommes et femmes non fondées.
L'Equal Employment Opportunity Commission, créée en 1965, est compétente pour tout litige relevant d'un cas de discrimination (raciale, de genre, etc.).

### Congés et travail des femmes
Aucune loi n'oblige les entreprises à accorder des congés payés à leurs employés. En 2013, selon le Bureau des statistiques du travail, un quart des salariés américains, soit 28 millions de personnes, ne bénéficient pas de congés payés : 10 % des salariés à plein temps et 60 % de ceux qui travaillent à temps partiel n'ont pas de vacances ou ne sont pas rémunérés s'ils en prennent.
En 2016, les États-Unis se situent au dix-septième rang des pays de l'OCDE pour le taux de travail des femmes. D’après une étude du Bureau du recensement de 2014, les salariées gagnent en moyenne 21 % de moins que leurs collègues hommes. L’écart s’accentue quand elles sont noires (36 % de moins) ou hispaniques (44 %). Les États-Unis comptent parmi les quatre pays — avec le Swaziland, le Lesotho, et la Papouasie-Nouvelle-Guinée — à ne pas garantir de congé maternité payé.

## Organisation syndicale

### Syndicalisation

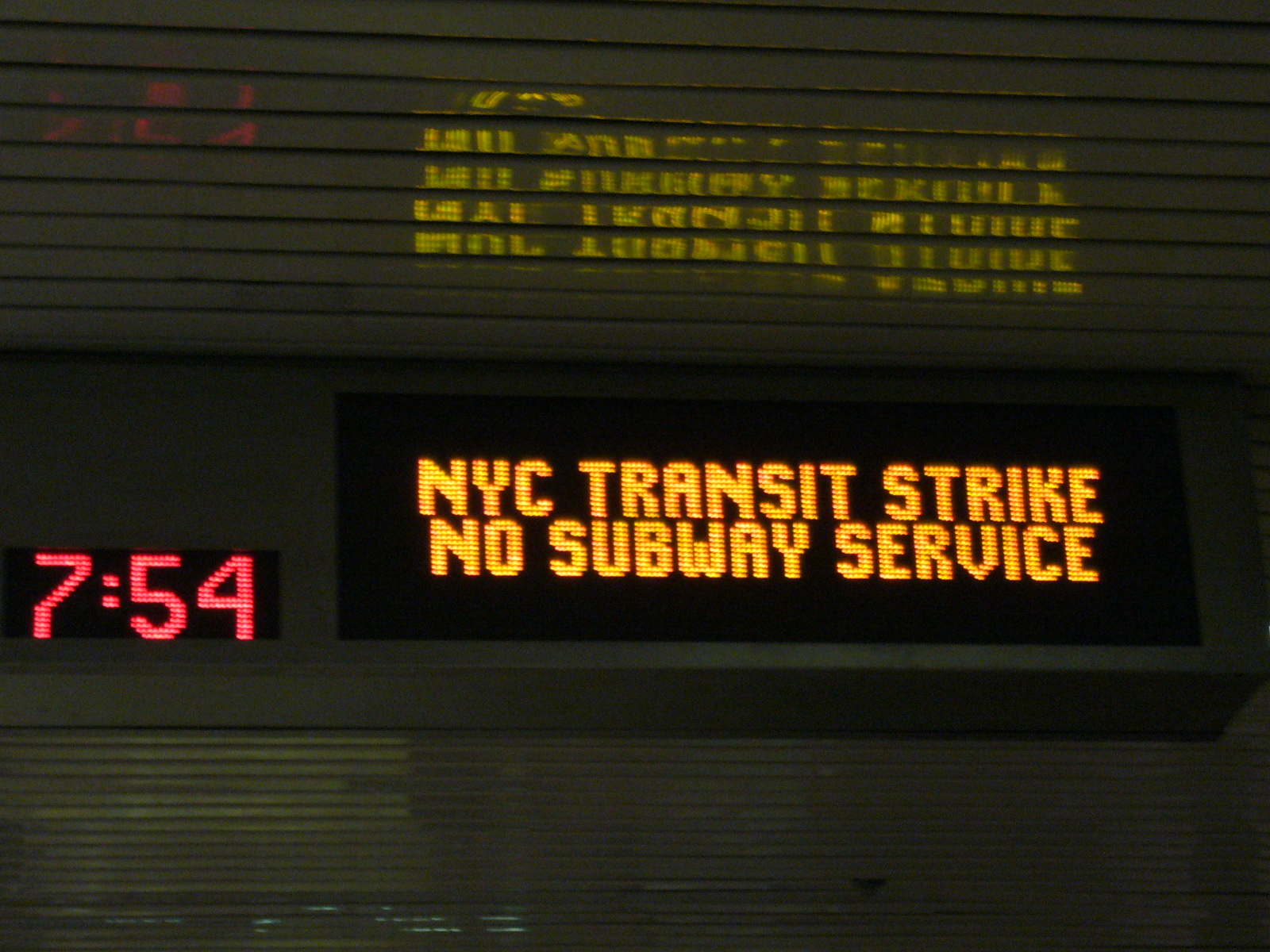
Panneau d'information du métro de New York lors de la grève des transports en commun de 2005, organisée par la Transport Workers Union fondée en 1934.

Jusqu'à 1914, les syndicats sont interdits aux États-Unis, hormis quelques exceptions locales telles qu'au Massachusetts (Commonwealth v. Hunt, 1842, qui annule l'arrêt Commonwealth v. Pullis (en), 1806, considérant les syndicats comme des associations criminelles et interdisant le droit de grève). En effet, au niveau national, le Sherman Antitrust Act de 1890 interdit les syndicats, mesure qui est abrogée par le Clayton Antitrust Act de 1914. La pièce maîtresse de la législation en ce domaine est constituée par le National Labor Relations Act (NLRA) de 1935, promulgué dans le cadre du New Deal. Trois ans auparavant, le Norris – La Guardia Act (en), qui connaît des équivalents dans la plupart des États fédérés, interdisait les yellow-dog contracts (en), par lesquels l'employé acceptait, dans son contrat, de ne pas se syndiquer.
Les employés de la fonction publique fédérale sont soumis au Federal Labor Relations Act de 1978 qui leur accorde moins de droits tout en autorisant la création de syndicats de fonctionnaires. De même, les employés des compagnies ferroviaires ou aériennes ont des régimes spécifiques, régis par le Railway Labor Act (en) de 1926 (qui s'applique également au transport aérien).
En 1947, la loi Taft-Hartley assouplit les obligations imposées aux employeurs. La loi autorise les Right-to-work law (en), qui existent dans 22 États (en majorité du sud ou de l'ouest). Ces lois déclarent nulles toute convention entre un syndicat et un employeur conditionnant les contrats de travail à l'adhésion au syndicat (on parle d'« open shop (en) »).
L’implantation d'un syndicat dans une entreprise s'effectue en deux étapes. Il doit pour commencer obtenir la signature de 30 % des salariés du site concerné, puis, s'il les obtient, un referendum est organisé à l'issue duquel il doit obtenir plus de 50 % d'approbation. Pour autant, la campagne précédant le vote est souvent caractérisée par des menaces, chantages, intimidations ou mensonges, obligeant parfois des syndicats à reculer. Les associations patronales achètent des campagnes de publicité diffusées dans les médias locaux de façon à avertir les salariés sur les risques que représenterait le syndicalisme (fermetures d'entreprises, licenciements...). Des responsables politiques participent également aux campagnes ; ainsi, le sénateur du Tennessee Bo Watson (parti républicain) menace en 2014 Volkswagen de lui retirer ses subventions si l'entreprise laissait une section syndicale se constituer dans son usine de Chattanooga.
D'après une étude des économistes Richard Freeman et James Medoff, la présence syndicale réduit d'environ 15 % l'écart salarial entre les cadres et les non-cadres aux États-Unis. Les économistes Kevin Banning et Ted Chiles indiquent par ailleurs que la syndicalisation réduisait de 19 % le niveau de salaire des PDG. Toutefois, le déclin du syndicalisme observé depuis les années 1980 (le taux de syndicalisation est passé de 20,3 % à 11,3 % entre 1983 et 2012) pourrait être responsable de 10 à 20 % de l’augmentation des inégalités de revenus.

### Droit de grève

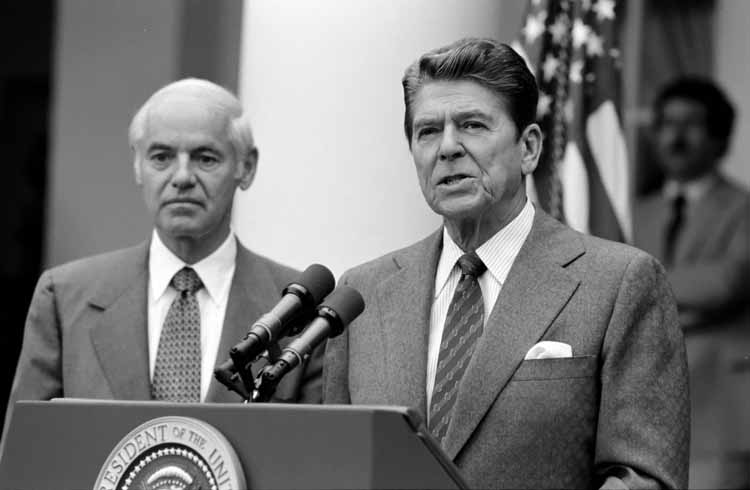
Le président Ronald Reagan s'exprime sur la grève de 1981 de la Professional Air Traffic Controllers Organization, lors d'une conférence de presse dans la roseraie de la Maison-Blanche.

Le droit de grève n'est pas reconnu à tout employé. Il est reconnu, sous conditions, aux employés du secteur privé par le National Labor Relations Act (NARA) de 1935. En cas d'« urgence nationale », l'État peut réquisitionner de force les grévistes, disposition renforcée par la loi Taft-Hartley de 1947.
En 1981, le président Reagan réplique à la grève organisée par la Professional Air Traffic Controllers Organization, affiliée à l'AFL-CIO, en licenciant les « 11345 » contrôleurs aériens grévistes, en invoquant l'« urgence nationale », et les exclut à vie de la profession (Bill Clinton permettra en 1993 leur réintégration).
L'administration George W. Bush utilise ces pouvoirs lors d'un conflit opposant en 2002 l'International Longshore and Warehouse Union à la Pacific Maritime Association (en), qui avait répliqué aux grévistes par un lock-out généralisé.
De même qu'en matière de syndicalisation, les employés des compagnies ferroviaires ou aériennes ont des régimes spécifiques qui restreignent davantage le droit de grève.
Certains États, tel celui de New York, interdisent purement et simplement le droit de grève des fonctionnaires (Public Employees Fair Employment Act de 1967, dit « loi Taylor »). Le Michigan, l'Iowa ou la Floride interdisent aux instituteurs et professeurs de faire grève. Dans de nombreux États, policiers et pompiers n'ont pas le droit de grève.

## Assurances sécurité - accidents du travail - vieillesse
L'Occupational Safety and Health Act de 1970, signé par le président Nixon, est la principale loi régissant la sécurité et la santé au travail et visant à prévenir les accidents du travail. Elle vaut pour le secteur privé, et est à l'origine de la création de l'Occupational Safety and Health Administration (OSHA), chargée de la réglementation en ce domaine.

### Retraites
Le dispositif de retraites est différent pour le secteur privé ou public, mais repose en très grosse partie sur la retraite par capitalisation et des fonds de pension, parfois publics.
Les fonds de pension publics - qui sont destinés aux fonctionnaires - accusent en 2017 près de quatre mille milliards de dollars de financements manquants. Plusieurs raisons expliquent cela : le vieillissement de la population et la libéralisation qui a amené les collectivités à compter sur un taux de rentabilité de 7,5% mais du fait de la faiblesse des taux d'intérêt, c'est en fait trois fois moins qui a été récolté. Plusieurs grandes villes comme Dallas, Chicago, Philadelphie ou la Nouvelle-Orléans ne paient plus l’intégralité des retraites dues à leurs ex-fonctionnaires et cette situation devrait continuer de se détériorer.
La caisse de retraite Central States Pension Fund (CSPF), qui gère les prestations de retraite pour les conducteurs de camions syndicaux Teamster, annonce en avril 2016 qu’elle deviendra officiellement insolvable en 2025 et que, d’ici là, elle sera contrainte de diminuer progressivement les versements à ses bénéficiaires. Ce sont ainsi 272 600 salariés qui risquent de voir disparaître leur unique source de revenus pour leur retraite. Mais les difficultés rencontrées par la CSPF semblent communes à toutes les caisses de retraite pour les salariés travaillant pour plusieurs employeurs. Par conséquent, plus de 10 millions de travailleurs et retraités américains pourraient être ruinés.
Depuis la crise économique de 2008, qui a lourdement affecté les plans épargne retraite des Américains, le nombre de personnes à travailler au-delà de 85 ans ne cesse d'augmenter. Elles sont 255 000 en 2018, soit près de 5 % de cette classe d'âge.

### Revues majeures de droit du travail
- Comparative Labor Law and Policy Journal (en), fondé en 1967 et aujourd'hui publié par l'University of Illinois College of Law et l'International Society for Labor Law and Social Security
- Labor Law Journal (en), fondé en 1949 et publié par Commerce Clearing House, Inc.